# Апарисио, Ялица
Яли́ца Апари́сио Марти́нес (исп. Yalitza Aparicio Martínez; 11 декабря 1993, Эройка-Сьюдад-де-Тлахьяко, Оахака, Мексика) — мексиканская актриса

 и педагог. Её дебютная роль Клео в фильме Альфонсо Куарона 2018 года «Рома» принесла ей номинацию на премию «Оскар» за лучшую женскую роль. Первая представительница коренных народов, номинированная на награду Американской киноакадемии. В 2019 году она стала послом доброй воли ЮНЕСКО, а журнал Time назвал её одной из 100 самых влиятельных людей мира.

## Жизнь и карьера
Апарисио родилась 11 декабря 1993 года в Эройка-Сьюдад-де-Тлахьяко, Оахака. Её родители имеют коренное происхождение: отец — миштек, а мать — трике. Однако она не владеет миштекским языком и должна была выучить его для фильма «Рома». Апарисио воспитывала мать-одиночка, работавшая горничной. У неё есть учёная степень в области дошкольного образования. Она не обучалась актёрскому мастерству, по профессии является педагогом дошкольного образования.
Прорывная роль Апарисио в «Роме» (2018) принесла ей номинацию на премию «Оскар» за лучшую женскую роль. Она также получила номинации в этой категории на премиях Ассоциации кинокритиков Чикаго, «Critics’ Choice Movie Awards», «Голливудской кинопремии», «Готэм», Круга кинокритиков Сан-Франциско, «Спутник» и Круга кинокритиков-женщин, а также признание от Time и The New York Times.

## Фильмография
| Год  |   | Русское название | Оригинальное название | Роль |
| ---- | - | ---------------- | --------------------- | ---- |
| 2018 | ф | Рома             | Roma                  | Клео |
| 2019 | ф | Любовь слепа     | Love Is Blind         |      |